# کلارکس هیل، ویکتوریا
کلارکس هیل (به انگلیسی: Clarkes Hill) یک منطقه مسکونی در استرالیا است که در Shire of Moorabool واقع شده‌است.